# سرفيل أنطرسكي أجرد
سرفيل أنطرسكي أجرد (الاسم العلمي:Anthriscus glabra) هو نوع غير مؤكد من النباتات يتبع جنس السرفيل الأنطرسكي من الفصيلة الخيمية.